# Tomasz Mendrek
Tomasz Mendrek (* 9. August 1968 in Český Těšín, auch Tomáš Mendrek geschrieben) ist ein ehemaliger tschechischer Badmintonspieler. Mendrek ist neben Michal Malý und Jan Fröhlich eines der größten Talente, die der tschechische Badmintonsport bisher hervorgebracht hat.

## Sportliche Karriere
1985 gewann er seine ersten nationalen Juniorentitel in der ČSSR. Er war dabei in allen drei Einzeldisziplinen erfolgreich. Ein Jahr später wiederholte er diesen Dreifacherfolg. Im gleichen Jahr gewann er an der Seite von Routinier Miroslav Šrámek auch seinen ersten Titel bei den Erwachsenen. 1988 siegte er bei den tschechischen Meisterschaften sowohl im Mixed als auch im Herrendoppel. Im darauffolgenden Jahr erkämpfte er sich seinen ersten Titel im Herreneinzel, wobei er nachfolgend bis 1997 bei den Meisterschaften im Herreneinzel ungeschlagen blieb. Internationale Erfolge verbuchte er bei den offenen Meisterschaften von Malta, Zypern, der ČSFR und beim Werner-Seelenbinder-Gedenkturnier in der DDR. 1991 wurde er Dritter in der Endwertung des European Badminton Circuit. Er nahm 1992 und 1994 an den Europameisterschaften im Badminton teil, bei letztgenannten Titelkämpfen wurde er 9. Zwischen diesen beiden Turnieren erreichte er 1993 mit Platz 36 seine beste Platzierung in der Weltrangliste. 1994 belegte er bei der Welthochschulmeisterschaft den dritten Platz im Mixed mit Jitka Lacinová.
Nach dem Ende seiner aktiven Karriere begann er eine Trainerlaufbahn im Badminton. Er war Trainer der Österreichischen Juniorenauswahl, ist Mitglied der Sektion der "Development Technicians", welche unter der Regie der Badminton World Federation läuft und  nahm an verschiedenen internationalen Traineraktivitäten teil (IBF World Academy 1998, 1999 und 2002, World Coaches Conference 1997, 1999, 2001 und 2003).

## Erfolge
| Saison    | Veranstaltung                                          | Disziplin    | Sieger                             |
| --------- | ------------------------------------------------------ | ------------ | ---------------------------------- |
| 1985      | Tschechoslowakische Einzelmeisterschaften der Junioren | Mixed        | Tomasz Mendrek / Radka Viktorinová |
| 1985      | Tschechoslowakische Einzelmeisterschaften der Junioren | Herrendoppel | Pavel Brazda / Tomasz Mendrek      |
| 1985      | Tschechoslowakische Einzelmeisterschaften der Junioren | Herreneinzel | Tomasz Mendrek                     |
| 1986      | Tschechoslowakische Einzelmeisterschaften              | Herrendoppel | Miroslav Šrámek / Tomasz Mendrek   |
| 1986      | Tschechoslowakische Einzelmeisterschaften der Junioren | Mixed        | Tomasz Mendrek / Jitka Lacinová    |
| 1986      | Tschechoslowakische Einzelmeisterschaften der Junioren | Herrendoppel | Radek Svoboda / Tomasz Mendrek     |
| 1986      | Tschechoslowakische Einzelmeisterschaften der Junioren | Herreneinzel | Tomasz Mendrek                     |
| 1988      | Tschechoslowakische Einzelmeisterschaften              | Herrendoppel | Tomasz Mendrek / Jiří Dufek        |
| 1988      | Tschechoslowakische Einzelmeisterschaften              | Mixed        | Tomasz Mendrek / Jitka Lacinová    |
| 1989      | Tschechoslowakische Einzelmeisterschaften              | Herrendoppel | Tomasz Mendrek / Jiří Dufek        |
| 1989      | Tschechoslowakische Internationale Meisterschaften     | Herreneinzel | Tomasz Mendrek                     |
| 1989/1990 | DDR: Internationales Werner-Seelenbinder-Gedenkturnier | Herreneinzel | Tomasz Mendrek                     |
| 1990      | Tschechoslowakische Einzelmeisterschaften              | Herreneinzel | Tomasz Mendrek                     |
| 1990      | Tschechoslowakische Einzelmeisterschaften              | Herrendoppel | Tomasz Mendrek / Jiří Dufek        |
| 1991      | Zypern: Internationale Meisterschaften                 | Herreneinzel | Thomasz Mendrek                    |
| 1991      | Tschechoslowakische Einzelmeisterschaften              | Herreneinzel | Tomasz Mendrek                     |
| 1991      | Tschechoslowakische Einzelmeisterschaften              | Herrendoppel | Tomasz Mendrek / Jiří Dufek        |
| 1992      | Tschechoslowakische Internationale Meisterschaften     | Herreneinzel | Tomasz Mendrek                     |
| 1992      | Malta: Internationale Meisterschaften                  | Herreneinzel | Tomasz Mendrek                     |
| 1992      | Tschechoslowakische Einzelmeisterschaften              | Herreneinzel | Tomasz Mendrek                     |
| 1993      | Tschechische Einzelmeisterschaften                     | Herreneinzel | Tomasz Mendrek                     |
| 1994      | Tschechische Einzelmeisterschaften                     | Herrendoppel | Tomasz Mendrek / Richard Hobzik    |
| 1994      | Tschechische Einzelmeisterschaften                     | Herreneinzel | Tomasz Mendrek                     |
| 1995      | Tschechische Einzelmeisterschaften                     | Herrendoppel | Tomasz Mendrek / Ondřej Lubas      |
| 1995      | Tschechische Einzelmeisterschaften                     | Herreneinzel | Tomasz Mendrek                     |
| 1996      | Tschechische Einzelmeisterschaften                     | Herreneinzel | Tomasz Mendrek                     |
| 1997      | Tschechische Einzelmeisterschaften                     | Herrendoppel | Tomasz Mendrek / Petr Báša         |
| 1997      | Tschechische Einzelmeisterschaften                     | Herreneinzel | Tomasz Mendrek                     |